# Șendreni
Șendreni es una comuna ubicada en el distrito de Galați, Rumania.

## Superficie
Posee una superficie de 46,91 kilómetros cuadrados.

## Demografía
Hasta 2021 la población era de 5065 habitantes, con una densidad de población de 108,0 habitantes por kilómetro cuadrado.